# Gucci Mane
Radric Delantic Davis (Bessemer, Alabama, 12 de febrero de 1980), conocido por su nombre artístico Gucci Mane, es un rapero estadounidense. Se le atribuye, junto con sus compañeros raperos de Atlanta T.I. y Jeezy, haber sido pionero del subgénero del hip-hop conocido como trap para audiencias generales durante la década de 2000. Debutó en 2005 con la producción Trap House. En 2009, su segundo álbum de estudio en una empresa discográfica importante, The State vs. Radric Davis, fue lanzado. Gucci Mane ha publicado muchos mixtapes en su carrera, llegando a lanzar más de 20 mixtapes oficiales.
Fue condenado a una pena de cárcel de seis meses por un asesinato a finales de 2005, aunque los cargos fueron retirados más tarde debido a la falta de pruebas. En 2009, se le dictó la pena de un año de prisión por la violación de su libertad condicional. Participó en la película Spring Breakers en el año 2013.

## Primeros años
Radric Davis nació en Bessemer, Alabama; y más tarde se trasladó con su madre soltera a Atlanta, Georgia.
Comenzó a rapear en 1994, a los 14 años.[cita requerida]

## Carrera musical

### Inicios (2005-2008)
En 2005, Davis lanzó su primer álbum en una disquera independiente que se tituló Trap House, que incluía el sencillo "Icy" con la colaboración de Young Jeezy, este sencillo tuvo buena recepción por parte del público y logró escalar algunas posiciones en los charts. Las disputas sobre los derechos de este, causó un distanciamiento entre los dos artistas, que terminó en una guerra lírica.
Hard To Kill fue su segundo lanzamiento en 2006. Hard To Kill incluye el sencillo "Freaky Gurl", canción que alcanzó el puesto número 12 en el Hot Rap Tracks, el número 19 en el Hot R&B/Hip-Hop Tracks y en el número 62 en el Billboard Hot 100.
Back To The Trap House fue lanzado en el 2007 siendo su tercer lanzamiento oficial, el álbum incluía el remix oficial de "Freaky Gurl" con Ludacris y Lil Kim.
Davis comenzó a trabajar en varios mixtapes ese mismo año, lanzando en total 4.

### Warner Bros. yThe State vs. Radric Davis(2009-presente)

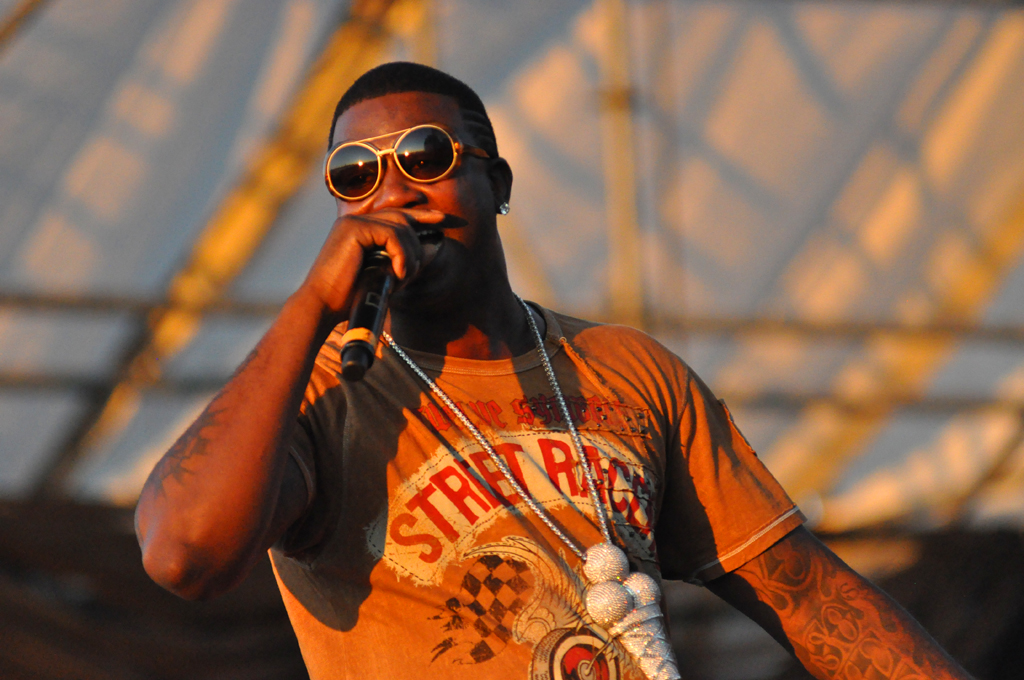

Davis firmó con Warner Bros. Records en mayo de 2009, logrando así un mayor impulso en su carrera.
Él apareció en muchas canciones y remixes importantes como "Boom Boom Pow" de Black Eyed Peas, "Obsessed" de Mariah Carey, "5 Star Bitch" de Yo Gotti, "Break Up" de Mario, etc., logrando 17 apariciones como invitado en total en 2009.
Su segundo álbum de estudio, The State vs. Radric Davis fue lanzado bajo el sello de Warner el 8 de diciembre de 2009. Su primer sencillo, "Wasted", con Plies, alcanzó el puesto número 36 en el Billboard Hot 100, 3 en el Hot R&B/Hip-Hop Tracks por lo que es su sencillo más exitoso hasta la fecha. El segundo sencillo fue "Spotlight" con Usher. Y el tercer fue "Lemonade".
El 2 de octubre de 2009, Gucci Mane fue incluido en el puesto número 6 en la lista anual, "Hottest MC's In The Game" de MTV.
Después de ser liberado de la cárcel, Davis dijo que iba a cambiar el nombre de su disquera de So Icey Enterteiment a 1017 Brick Squad. También anunció que su próximo álbum se titularía The State vs. Radric Davis: The Appeal y sería lanzado a finales de 2010.
Aunque después se informó que el título sería The Appeal: Georgia's Most Wanted. El primer sencillo de este lanzamiento se titula "Gucci Time", producido y con la colaboración de Swizz Beatz.

## Problemas legales
En abril de 2001, Davis fue detenido por cargos de cocaína y sentenciado a 90 días en la cárcel del condado.
El 10 de mayo de 2005, Davis fue atacado por un grupo de hombres en una casa en Decatur. Davis y sus compañeros dispararon contra el grupo, matando a uno. El cadáver de uno de los atacantes, Henry Lee Clark III, más tarde fue encontrado detrás de una escuela secundaria cercana. Davis se entregó a los investigadores policiales el 19 de mayo de 2005, y fue acusado de asesinato. Davis afirmó que los disparos efectuados por él y su pandilla fueron en defensa propia. La oficina del fiscal de distrito del Condado de DeKalb declaró a Radric inocente por falta de pruebas.
El mes de octubre anterior, en un asunto no relacionado, Davis se declaró inocente a un cargo de asalto por agredir a un promotor de una discoteca, en el momento de la acusación de asesinato, él estaba cumpliendo una pena de prisión de seis meses. Davis salió de la cárcel a finales de enero de 2006.
En septiembre de 2008, Gucci Mane fue detenido por una violación de libertad condicional por completar solo 25 de un total de 600 horas de servicio comunitario tras su detención en 2005 por asalto. Fue condenado a un año de cárcel pero fue liberado después de seis meses. Fue encarcelado en la prisión del condado de Fulton por violación de libertad condicional y fue puesto en libertad el 12 de mayo de 2010.
El 3 de diciembre de 2013, Gucci Mane fue acusado en un tribunal federal de dos cargos de posesión de un arma de fuego como delincuente. Según el fiscal federal, Gucci Mane estuvo en posesión de dos armas cargadas diferentes entre el 12 y el 14 de septiembre de 2013, y podría haber sido sentenciado hasta 20 años de prisión.
El 13 de mayo de 2014, Gucci Mane se declaró culpable de posesión de un arma de fuego por parte de un delincuente convicto. Aceptó un acuerdo de culpabilidad que lo llevaría a prisión hasta fines de 2016. Según la Oficina Federal de Prisiones , su fecha de liberación sería el 20 de septiembre de 2016. Cumplió su sentencia en la Penitenciaría de los Estados Unidos en Terre Haute , Indiana. El 26 de mayo de 2016, Gucci Mane fue liberado de prisión antes de su fecha programada para septiembre; esto se debió a que inicialmente no se le atribuyó a Gucci Mane el tiempo que cumplió mientras esperaba su fecha de audiencia judicial.

## Vida personal
Está casado con Keyshia Ka'oir Davis desde el 17 de octubre de 2017. El 23 de diciembre de 2020 nació el primer hijo de la pareja, Ice Davis. El 8 de febrero de 2023 nació su hija, Iceland. Además, tiene un hijo nacido en 2007 con su expareja Sheena Evans.

## Discografía
- Trap House (2005)
- Hard To Kill (2006)
- Trap-A-Thon (2007)
- Back To The Trap House (2007)
- Murder Was The Case (2009)
- The State vs. Radric Davis (2009)
- The Appeal: Georgia's Most Wanted (2010)
- The Return Of Mr. Zone 6 (2011)
- Gucci Mane & Waka Flocka Flame - Ferrari Boyz (2011)
- Gucci Mane & V-Nasty - Baytl (2011)
- Trap God (2012)
- Trap House 3 (2013)
- Trap House 5 (2015)
- Everybody Looking (2016)
- WOPTOBER (2016)
- The Return of East Atlanta Santa (2016)
- Tribute to Mario Salcido (2017)
- Mr. Davis (2017)
- Evil genius (2018)
- Delusions of grandeur (2019)
- WOPTOBER II (2019)